# Liberal no Kai
Liberal no Kai (jap. リベラルの会, riberaru no kai, dt. „Versammlung der Liberalen“) war eine Faktion der japanischen Demokratischen Partei. Den Vorsitz führten zunächst gemeinsam Hideo Hiraoka und Shōichi Kondō, weshalb die Gruppe auch als Hiraoka-Kondō-Gruppe bezeichnet wurde. Ein Kernanliegen der 2004 gegründeten Faktion war die Erhaltung des „Friedensartikels“ 9 der Nachkriegsverfassung, den einige Mitglieder beider großer Parteien zu ändern suchen, darunter bei den Demokraten die Noda-Gruppe und Teile der Ozawa-Gruppe. Außerdem setzte sie sich für mehr Beteiligung der Bürger im politischen Prozess ein. Die Mitglieder des Liberal no Kai galten als innerparteilich links, einige gehörten gleichzeitig der Yokomichi-Gruppe aus Ex-Sozialisten oder der Kan-Gruppe von Parteimitgründer Naoto Kan an.